# Линија 864 (Београд)
Линија 864 (АС Београд — Руцка) била је аутобуска линија јавног градског превоза приградског типа у Београду.

## Опште информације
Линија 864 била је приградског карактера и протезала се кроз две тарифне зоне (1 и 2). На путу до Руцке опслуживала је и друга чукаричка приградска насеља попут Умке, Остружнице и Пећана. Линија је саобраћала кроз две ИТС зоне. Зона 1 простирала се од почетног стајалишта АС Београд па до станице Умка (центар). Зона 2 почињала је са стајалиштем Руцка 1 и завршавала се са терминусом Руцка (окретница).
Линија је имала четири поласка дневно. У следећој табели дат је ред вожње линије радним данима и недељом.
| Дан             | АС Београд             | Руцка                  |
| --------------- | ---------------------- | ---------------------- |
| Радни дан       | 5:25 10:15 15:20 19:30 | 6:10 11:00 16:06 20:15 |
| Субота и недеља | 5:25 10:15 15:20 19:30 | 6:10 11:00 16:06 20:15 |

Ноћни превоз на овој линији није се обављао. У редовним условима саобраћаја за превоз од почетне до крајње станице потребно је око 40 минута. Током постојања ове линије једини превозник на њој била СП Ласта а. д.

## Историјат
Линија је уведена 1997. године. Првобитно је саобраћала старим Обреновачким аутопутем, поред Аде Циганлије, Макиша, Остружнице и Умке. Касније јој је промењена траса, те је саобраћала новим Обреновачким аутопутем. Линија је паралелно саобраћала кратак временски период са линијом 553, која је уведена 1. маја 2014. године. Убрзо након увођења линије 553, линија 864 бива укинута.

## Траса линије
| Смер А | АС Београд - Карађорђева - Савска - Мостар - Булевар војводе Мишића - Радничка - Савска магистрала - 13. октобра Душана Дамјановића - Руцка - Руцка   |
| Смер Б | Руцка - Руцка - Душана Дамјановића - 13. октобра - Савска магистрала - Радничка - Булевар војводе Мишића - Мостар - Савска - Карађорђева - АС Београд |

### Списак стајалишта
| Бр. | Смер А АС Београд - Руцка | Смер Б Руцка - АС Београд |
| Бр. | Стајалиште                | Стајалиште                |
| --- | ------------------------- | ------------------------- |
| 1.  | АС Београд                | Руцка (Окретница)         |
| 2.  | Савски трг                | Руцка 4                   |
| 3.  | Палата правде             | Руцка 3                   |
| 4.  | Београдски сајам          | Руцка 2                   |
| 5.  | Чукарица                  | Руцка 1                   |
| 6.  | Железник „Р“              | Умка (Центар)             |
| 7.  | Остружница 1              | Зеленгора                 |
| 8.  | Остружница 2              | Пећани                    |
| 9.  | Пећани                    | Остружница 1              |
| 10. | Зеленгора                 | Остружница 2              |
| 11. | Умка (центар)             | Железник ,,Р“             |
| 12. | Руцка 1                   | Чукарица                  |
| 13. | Руцка 2                   | Београдски сајам          |
| 14. | Руцка 3                   | Палата правде             |
| 15. | Руцка 4                   | Савски трг                |
| 16. | Руцка (Окретница)         | АС Београд                |